# Cambodian Television Network
Pour les articles homonymes, voir CTN.
Cambodian Television Network (CTN) est une chaîne de télévision cambodgienne basée à Phnom Penh. Fondée en mars 2003, elle est diffusée sur la chaîne 607 de la Free, ainsi qu'aux États-Unis et en Australie.

## Des chaînes différentes
CTN ne transmet pas le direct comme Apsara TV. Quand il transmet pour la France, les États-Unis et l'Australie, il diffuse sur une chaîne appelé "CTN International" et la grille des programmes est différente.

## Programmes
- Catch : SmackDown à 21 h le samedi (heure du Cambodge)
- Barclay Premier League
- Des comédies d'Asie et d'Europe ainsi que des novelas d'Amérique du Sud.